# ديفيد مالون (سياسي)
ديفيد مالون هو منتج تلفزيوني وسياسي بريطاني، ولد في مارس 1962 في شيلدز الشمالية ‏ في المملكة المتحدة.

## وصلات خارجية
- ديفيد مالون (سياسي) على موقع IMDb (الإنجليزية)
- ديفيد مالون (سياسي) على موقع قاعدة بيانات الفيلم (الإنجليزية)